# Myriad (шрифт)
Myriad — семейство шрифтов класса гуманистический гротеск, разработанное Робертом Слимбахом и Кэрол Туомбли для Adobe Systems. 
Шрифты Myriad Pro (в начертаниях обычный, жирный, курсив и жирный курсив) устанавливаются на компьютер вместе с популярной программой просмотра файлов формата PDF Adobe Reader начиная с версии 7.0. 
Данный шрифт используется компанией Apple в выпускаемых устройствах.